# Konsekutivtolkning
Konsekutivtolkning är en tolkningsmetod som används framförallt när två eller fler parter kommunicerar  med varandra med hjälp av tolk. 
Tolken hör vad en part har just sagt för att därefter komma med sin återgivning. Till skillnad från simultantolkning, behöver inte tolken tekniskt avancerade hjälpmedel som mikrofon, men i vissa sammanhang bör man använda sig av stödanteckningar så att man inte missar några viktiga informationer och budskapsöverföringar. Syftet med konsekutivtolkning att få flyt i samtalet oavsett vilket språk som används. Den här tekniken förekommer ofta inom offentlig sektor, sjukvården, skolväsendet, rättsväsendet etc. 